# Dwight Gayle
Dwight Devon Boyd Gayle, noto semplicemente come Dwight Gayle (Walthamstow, 17 ottobre 1989), è un calciatore inglese di origini giamaicane, attaccante dell'Hibernian.

## Carriera
Dopo essere stato scartato nel 2001 dall'Arsenal perché ritenuto troppo basso, ha iniziato a giocare nelle giovanili del Walthamstow e successivamente a livello amatoriale nello Stansted, nella Essex Senior League (nono livello del calcio inglese), e parallelamente a questa attività ha lavorato per due anni come apprendista in una falegnameria con uno stipendio di 200 sterline a settimana.
Nella stagione 2010-2011 è stato capocannoniere del campionato con 57 gol, e così a fine anno si è trasferito al Dag & Red, club londinese militante in Football League Two (la quarta divisione inglese); prima dell'inizio della stagione 2011-2012 è stato ceduto in prestito al Bishop's Stortford, club di Conference North (sesto livello del campionato inglese), con cui nella stagione 2011-2012 ha messo a segno 29 gol in 42 partite di campionato e, complessivamente, 42 gol fra tutte le competizioni ufficiali disputate. 

All'inizio della stagione 2012-2013 il Dagenham&Redbridge gli ha prolungato il contratto fino al termine della stagione 2014-2015; nella prima parte della stagione 2012-2013 Gayle ha messo a segno 7 gol in 18 presenze in League Two, ed a novembre 2012 è stato ceduto in prestito al Peterborough Utd, club di Championship (la seconda divisione inglese), con un contratto che prevedeva la possibilità di riscattare l'intero cartellino nel mese di gennaio 2013. Visto il suo buon rendimento (7 gol in 9 partite di campionato), il 2 gennaio 2013 il Peterborough ha acquistato il suo intero cartellino e gli ha fatto firmare un contratto di 4 anni e mezzo con uno stipendio di 500000 sterline all'anno, che sarebbe potuto aumentare in futuro fino a 750000 sterline all'anno in caso del raggiungimento di alcuni bonus. Gayle ha chiuso la sua prima stagione al Peterborough con un totale di 13 gol in 29 presenze.
Il 3 luglio 2013 il Crystal Palace, club neopromosso in Premier League, l'ha acquistato per una cifra di circa 5 milioni di sterline, un milione dei quali è stato girato dal Peterborough al Dagenham&Redbridge per una clausola inserita nel suo precedente contratto, secondo cui al club londinese sarebbe andato il 20% di qualunque cifra derivante da una sua successiva cessione ad un altro club. Il suo esordio con la nuova maglia (coinciso inoltre con il suo esordio assoluto nella prima divisione inglese) è avvenuto il 16 agosto 2013 in una sconfitta casalinga per 1-0 nel derby londinese con il Tottenham, mentre il suo primo gol in questa categoria è arrivato il 31 agosto 2013, quando ha realizzato un calcio di rigore contro il Sunderland. Il successivo 5 ottobre ha segnato il suo primo gol su azione nella prima divisione inglese, in una sconfitta per 3-1 sul campo del Liverpool.
Dopo aver segnato 15 reti in 64 presenze in Premier League nell'arco di tre stagioni consecutive ed aver anche giocato la finale di FA Cup contro il Manchester Utd nella stagione 2015-2016, nell'estate del 2016 si trasferisce al Newcastle Utd neoretrocesso in Football League Championship; con le Magpies segna 3 reti nelle prime 3 partite di campionato, competizione che i bianconeri vincono ed in cui Gayle totalizza complessivamente 23 reti in 32 partite giocate. Nella stagione 2017-2018 va poi a segno per 6 volte in 35 partite in prima divisione, mentre nella stagione successiva gioca in prestito in seconda divisione al West Bromwich, club con la cui maglia è autore di 24 reti in 40 partite di campionato giocate; tra il 2019 ed il 2022 gioca poi nuovamente in prima divisione con il Newcastle ma con un ruolo abbastanza marginale: in tre anni, infatti, colleziona complessivamente 46 presenze e 5 reti in incontri di campionato e, in totale, arriva ad un bilancio di 123 presenze e 34 reti fra tutte le competizioni ufficiali con il club bianconero nell'arco di cinque stagioni di permanenza in squadra.
Nell'estate del 2022 scende in seconda divisione allo Stoke City: dopo due stagioni e mezzo (con sole 3 reti segnate in 45 partite di campionato giocate) scende in terza divisione al Derby County, dove con 3 reti in 6 presenze contribuisce a conquistare una promozione in seconda divisione. Nell'estate del 2024 va a giocare in Scozia in prima divisione all'Hibernian: qui segnando 6 reti in 28 partite di campionato contribuisce alla conquista di un terzo posto in classifica e, di conseguenza, alla qualificazione alla successiva edizione dell'Europa League.

## Statistiche

### Presenze e reti nei club
Statistiche aggiornate al 17 maggio 2025
| Stagione              | Squadra               | Campionato            | Campionato | Campionato | Coppe nazionali | Coppe nazionali | Coppe nazionali | Coppe continentali | Coppe continentali | Coppe continentali | Altre coppe | Altre coppe | Altre coppe | Totale | Totale |
| Stagione              | Squadra               | Comp                  | Pres       | Reti       | Comp            | Pres            | Reti            | Comp               | Pres               | Reti               | Comp        | Pres        | Reti        | Pres   | Reti   |
| --------------------- | --------------------- | --------------------- | ---------- | ---------- | --------------- | --------------- | --------------- | ------------------ | ------------------ | ------------------ | ----------- | ----------- | ----------- | ------ | ------ |
| 2011-2012             | Bishop's Stortford    | CN                    | 42         | 29         | FACup           | 3               | 1               | -                  | -                  | -                  | -           | -           | -           | 45     | 30     |
| ago-nov. 2012         | Dagenham & Redbridge  | FL2                   | 18         | 7          | FACup           | 1               | 0               | -                  | -                  | -                  | FT          | 1           | 0           | 20     | 7      |
| nov. 2012-2013        | Peterborough Utd      | FLC                   | 29         | 13         | FACup+CdL       | 0+0             | 0               | -                  | -                  | -                  | -           | -           | -           | 29     | 13     |
| 2013-2014             | Crystal Palace        | PL                    | 23         | 7          | FACup+CdL       | 2+0             | 1+0             | -                  | -                  | -                  | -           | -           | -           | 25     | 8      |
| 2014-2015             | Crystal Palace        | PL                    | 25         | 5          | FACup+CdL       | 2+2             | 1+4             | -                  | -                  | -                  | -           | -           | -           | 29     | 10     |
| 2015-2016             | Crystal Palace        | PL                    | 16         | 3          | FACup+CdL       | 1+3             | 0+4             | -                  | -                  | -                  | -           | -           | -           | 20     | 7      |
| Totale Crystal Palace | Totale Crystal Palace | Totale Crystal Palace | 64         | 15         |                 | 10              | 10              |                    | -                  | -                  |             | -           | -           | 74     | 25     |
| 2016-2017             | Newcastle Utd         | FLC                   | 32         | 23         | FACup+CdL       | 0+2             | 0               | -                  | -                  | -                  | -           | -           | -           | 34     | 23     |
| 2017-2018             | Newcastle Utd         | PL                    | 35         | 6          | FACup+CdL       | 2+0             | 0               | -                  | -                  | -                  | -           | -           | -           | 37     | 6      |
| 2018-2019             | West Bromwich         | FLC                   | 40         | 24         | FACup+CdL       | 0+1             | 0               | -                  | -                  | -                  | -           | -           | -           | 41     | 24     |
| 2019-2020             | Newcastle Utd         | PL                    | 20         | 4          | FACup+CdL       | 2+0             | 0+0             | -                  | -                  | -                  | -           | -           | -           | 22     | 4      |
| 2020-2021             | Newcastle Utd         | PL                    | 18         | 1          | FACup+CdL       | 1+1             | 0+0             | -                  | -                  | -                  | -           | -           | -           | 20     | 1      |
| 2021-2022             | Newcastle Utd         | PL                    | 8          | 0          | FACup+CdL       | 1+1             | 0+0             | -                  | -                  | -                  | -           | -           | -           | 10     | 0      |
| Totale Newcastle      | Totale Newcastle      | Totale Newcastle      | 113        | 34         |                 | 10              | 0               |                    | -                  | -                  |             | -           | -           | 123    | 34     |
| 2022-2023             | Stoke City            | FLC                   | 35         | 3          | FACup+CdL       | 1+1             | 0+0             | -                  | -                  | -                  | -           | -           | -           | 37     | 3      |
| 2023-gen. 2024        | Stoke City            | FLC                   | 10         | 0          | FACup+CdL       | 0+3             | 0+0             | -                  | -                  | -                  | -           | -           | -           | 13     | 0      |
| Totale Stoke City     | Totale Stoke City     | Totale Stoke City     | 45         | 3          |                 | 5               | 0               |                    | -                  | -                  |             | -           | -           | 50     | 3      |
| gen.-giu. 2024        | Derby County          | FL1                   | 6          | 3          | FACup+CdL       | 0+0             | 0+0             | -                  | -                  | -                  | -           | -           | -           | 6      | 3      |
| 2024-2025             | Hibernian             | SP                    | 28         | 6          | SC+CdL          | 1+0             | 0+0             | -                  | -                  | -                  | -           | -           | -           | 29     | 6      |
| Totale carriera       | Totale carriera       | Totale carriera       | 387        | 134        |                 | 29              | 11              |                    | -                  | -                  |             | 1           | 0           | 417    | 145    |

## Palmarès

### Club

#### Competizioni regionali
- Essex Senior League: 1

Stansted: 2009-2010
- Herts Senior Cup: 1

Bishop's Stortford: 2011-2012

#### Competizioni nazionali
- Football League Championship: 1

Newcastle Utd: 2016-2017

### Individuale
- Squadra dell'anno della PFA: 1

2016-2017 (Championship)